# 617
617 (DCXVII) var ett normalår som började en lördag i den julianska kalendern.

## Händelser

### Okänt datum
- Hedningsrevolt i Kent under kung Eadbald. Justus, biskop av Rochester, flyr till Gallien.
- Sigehbert I blir kung av Essex.
- Sui Gong Di efterträder Sui Yang Di som kejsare av Kina.
- Den persiska armén, under kommando av general Spahbodh Shaahin, erövrar Chalkedon efter lång belägring.
- Mekka inleder en bojkott av Banu Hashim-klanen, till vilken den islamiska proften Muhammad hör.

## Födda
- Weonhyo, ledande tänkare i den koreanska buddhistiska traditionen
- Lady K’awiil Ajaw, regerande drottning av mayastaden Cobá

## Avlidna
- Yang Yichen
- Zhai Rang